# Simpang Empat (Sei Rampah)
Simpang Empat is een bestuurslaag in het regentschap Serdang Bedagai van de provincie Noord-Sumatra, Indonesië. Simpang Empat telt 9076 inwoners (volkstelling 2010).